# Olympische Winterspiele 2018/Rennrodeln – Doppelsitzer
Der Doppelsitzer im Rennrodeln bei den Olympischen Winterspielen 2018 fand am 14. Februar um 20:20 Uhr Ortszeit (12:20 Uhr MEZ) statt. Es wurden insgesamt zwei Läufe im Alpensia Sliding Center ausgetragen.
Olympiasieger wurden die Titelverteidiger Tobias Wendl und Tobias Arlt aus Deutschland. Silber gewann das Duo Peter Penz und Georg Fischler aus Österreich. Die Bronzemedaille gewannen mit Toni Eggert und Sascha Benecken ebenfalls zwei Deutsche.

## Ergebnisse
| Rang | Athleten                               | Land                             | Lauf 1 (s) | Lauf 2 (s)         | Gesamtzeit (min) |
| ---- | -------------------------------------- | -------------------------------- | ---------- | ------------------ | ---------------- |
| 1    | Tobias Wendl Tobias Arlt               | Deutschland                      | 45,820     | 45,877             | 1:31,697         |
| 2    | Peter Penz Georg Fischler              | Österreich                       | 45,891     | 45,894             | 1:31,785         |
| 3    | Toni Eggert Sascha Benecken            | Deutschland                      | 45,931     | 46,056             | 1:31,987         |
| 4    | Thomas Steu Lorenz Koller              | Österreich                       | 46,172     | 46,112             | 1:32,284         |
| 5    | Justin Snith Tristan Walker            | Kanada                           | 46,134     | 46,235             | 1:32,369         |
| 6    | Andris Šics Juris Šics                 | Lettland                         | 46,336     | 46,106             | 1:32,442         |
| 7    | Ivan Nagler Fabian Malleier            | Italien                          | 46,320     | 46,243             | 1:32,563         |
| 8    | Justin Krewson Andrew Sherk            | Vereinigte Staaten               | 46,310     | 46,342             | 1:32,652         |
| 9    | Park Jin-yong Cho Jung-myung           | Südkorea                         | 46,396     | 46,276             | 1:32,672         |
| 10   | Jayson Terdiman Matt Mortensen         | Vereinigte Staaten               | 46,244     | 46,443             | 1:32,687         |
| 11   | Alexander Denissjew Wladislaw Antonow  | Olympische Athleten aus Russland | 46,437     | nicht qualifiziert | 46,437           |
| 12   | Lukáš Brož Antonín Brož                | Tschechien                       | 46,570     | nicht qualifiziert | 46,570           |
| 13   | Wojciech Chmielewski Jakub Kowalewski  | Polen                            | 46,609     | nicht qualifiziert | 46,609           |
| 14   | Ludwig Rieder Patrick Rastner          | Italien                          | 46,709     | nicht qualifiziert | 46,709           |
| 15   | Marek Solčanský Karol Stuchlák         | Slowakei                         | 46,780     | nicht qualifiziert | 46,780           |
| 16   | Matěj Kvíčala Jaromír Kudera           | Tschechien                       | 46,818     | nicht qualifiziert | 46,818           |
| 17   | Oskars Gudramovičs Pēteris Kalniņš     | Lettland                         | 46,890     | nicht qualifiziert | 46,890           |
| 18   | Cosmin Atodiresei Ștefan Musei         | Rumänien                         | 47,101     | nicht qualifiziert | 47,101           |
| 19   | Andrei Bogdanow Andrei Medwedew        | Olympische Athleten aus Russland | 47,106     | nicht qualifiziert | 47,106           |
| 20   | Oleksandr Obolontschyk Roman Sacharkiw | Ukraine                          | 48,316     | nicht qualifiziert | 48,316           |